# Гаст, Габриэла
Габриэла Гаст (нем. Gabriele Gast, род. 2 марта 1943, Ремшайд) — сотрудница Федеральной разведывательной службы ФРГ, агент разведки ГДР.

## Биография
Габриэла Гаст изучала политику в Высшей технической школе Ахена и вступила в ХДС. Защитила диссертацию на тему «Политическая роль женщины в ГДР».
В 1968 году Габриэла Гаст побывала в ГДР и была завербована Главным управлением разведки Министерства государственной безопасности ГДР. С этого времени она состояла агентом ГДР. В 1973 году Гаст получила должность в Федеральной разведывательной службе ФРГ в Пуллахе. Её оперативный псевдоним — «Лайнфельдер». В секторе СССР Федеральной разведывательной службы Гаст поднялась по карьерной лестнице до должности высшего государственного чиновника. В 1990 году Гаст была разоблачена и арестована. В следующем году она была приговорена к 6 годам 9 месяцам заключения и лишена гражданских прав. Она отбывала срок в 1990—1994 годах в исправительных учреждении Мюнхена и Айхаха, 15 месяцев из них в одиночном заключении. В 1998 году закончился её испытательный срок, оставшийся срок был снят.
С 1993 года Гаст работает в инженерном бюро в Мюнхене.

## Публикации
- Gabriele Gast: Die politische Rolle der Frau in der DDR. Düsseldorf. Bertelsmann Univ.-Verl, 1973 (Dissertation).
- Gabriele Gast: Kundschafterin des Friedens. Frankfurt/Main; Eichborn. 1999 ISBN 3746670349